# Fedirkî, Lebedîn
Fedirkî (în ucraineană Федірки) este un sat în comuna Holubivka din raionul Lebedîn, regiunea Sumî, Ucraina.

## Demografie
Componența lingvistică a localității Fedirkî
     Rusă (100%)
Conform recensământului din 2001, toată populația localității Fedirkî era vorbitoare de rusă (100%).